# アポプカ (フロリダ州)
アポプカ（Apopka）は、アメリカ合衆国フロリダ州のオレンジ郡にある都市。人口は5万4873人（2020年）。オーランドの北西25キロメートルに位置している。

## 概要
1882年に町として法人化し、1919年に市に昇格した。名称は先住民の地名が変形したもので、意味は「芋を食べる所」である。長年、市の人口は緩やかに増加していたが、1980年以降は大規模な住宅地の造成が行われており、都市化が進んだ。農業も盛んで温室の中で付加価値の高い商品作物が栽培されている。

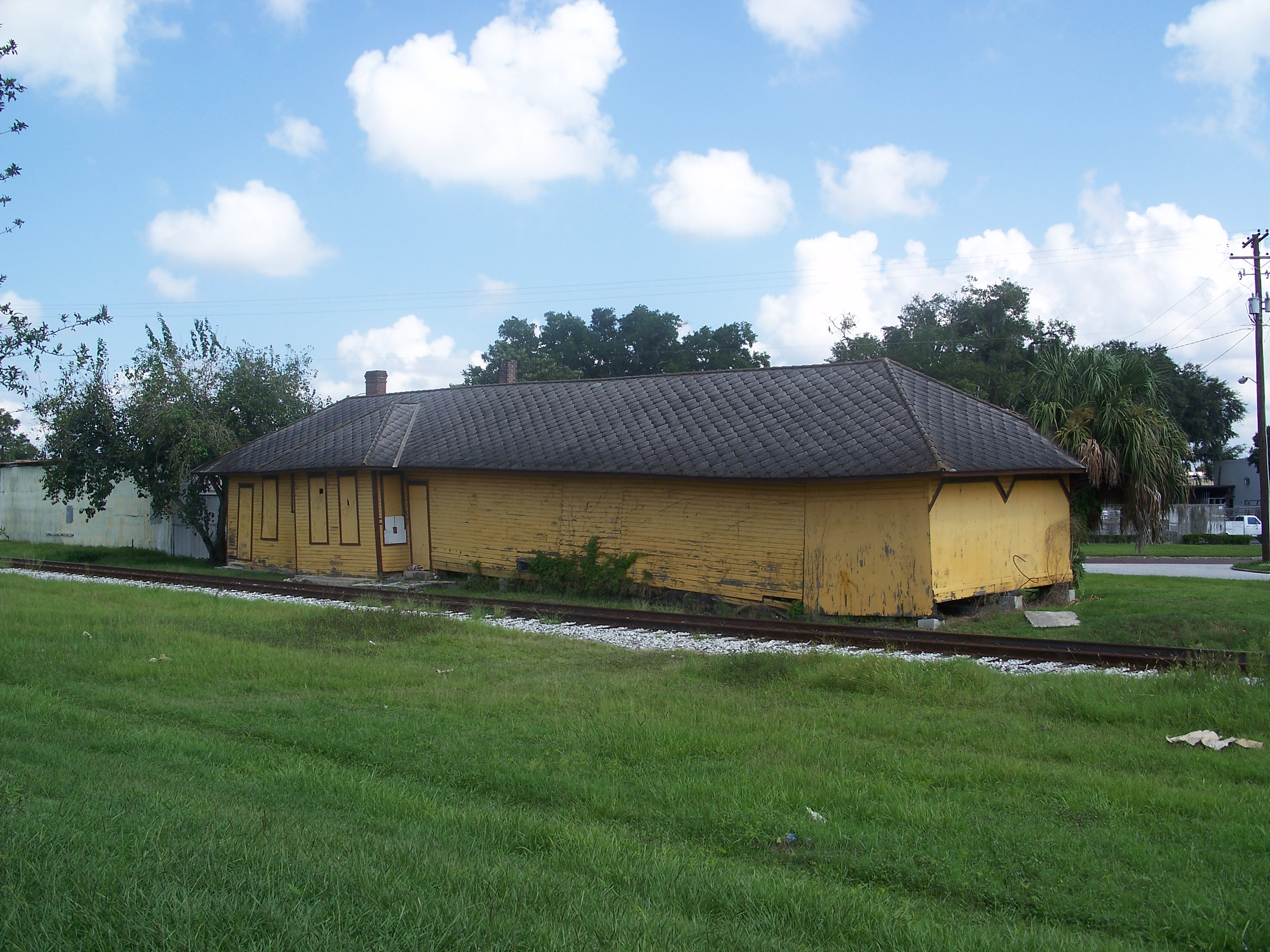
アポプカ駅（廃駅）